# Stichting Sporttop
Stichting Sporttop is een door oud-schaatser Jochem Uytdehaage opgerichte Nederlandse stichting. De stichting begeleidt en steunt jonge sporttalenten om door te breken in hun diverse takken van sport. De stichting staat sporters bij middels studieondersteuning, financiële hulp, training, coaching etc. Ook is de stichting actief in het motiveren van jongeren om te gaan sporten.
Ieder talent dat begeleid wordt door Stichting Sporttop heeft een persoonlijke mentor. De mentoren zijn (voormalige) topsporters. Een mentor brengt kennis, ervaring, tips en adviezen over op een talent. De mentor komt uit een andere sport, zodat er geen conflict kan ontstaan met de trainer van het talent. Daarnaast maken de mentoren zich binnen hun eigen netwerk sterk voor de talenten, voor het regelen van producten, diensten en eventueel financiële hulp.

## Ondersteunde sporttalenten
In onderstaande tabel de huidige ondersteunde sporttalenten met hun sport gevolgd door de mentoren die hen ondersteunen.
| sporttalent         | sport                   | mentor              | sport          |
| ------------------- | ----------------------- | ------------------- | -------------- |
| Anthony van Assche  | turnen                  | Edith Bosch         | judo           |
| Bas Visserman       | atletiek                | Renate Groenewold   | schaatsen      |
| Jelle Bosman        | tafeltennis             | Chris Brands        | triatlon       |
| Jorien ter Mors     | shorttrack              | Kamiel Maase        | atletiek       |
| Kai Bloetjes        | schaatsen               | Marko Koers         | atletiek       |
| Kirsten Wielaard    | roeien                  | Serge Kats          | zeilen         |
| Leon Commandeur     | wielrennen              | Johan Kenkhuis      | zwemmen        |
| Loreanne Kuhurima   | atletiek                | Gerritjan Eggenkamp | roeien         |
| Mandy Dirkzwager    | alpineskiën             | Richard Krajicek    | tennis         |
| Marit Bouwmeester   | zeilen                  | Wietske de Ruiter   | hockey         |
| Marvin de la Croes  | judo                    | Trinko Keen         | tafeltennis    |
| Maureen Groefsema   | judo                    | Marcel Wouda        | zwemmen        |
| Melissa Boekelman   | atletiek                | Esther Vergeer      | tennis         |
| Mike Marissen       | zwemmen                 | Bas van de Goor     | volleybal      |
| Nathan van der Lee  | tafeltennis             | Peter Schep         | baanwielrennen |
| Patrick Jonker      | taekwondo               | Jochem Uytdehaage   | schaatsen      |
| Andrea Kneppers     | zwemmen                 | Jochem Uytdehaage   | schaatsen      |
| Paula de Man        | tennis                  | Marcella Boerma     | snowboarden    |
| Ranomi Kromowidjojo | zwemmen                 | Nico Rienks         | roeien         |
| Roy van Meel        | atletiek - hoogspringen | Bart Veldkamp       | schaatsen      |
| Sanne in 't Hof     | kunstschaatsen          | Ron Zwerver         | volleybal      |
| Steven Le Fevre     | zeilen                  | Stephan Veen        | hockey         |
| Erika Vogelsang     | tennis                  | Renate Groenewold   | schaatsen      |